# Iozgate
Iozgate  (em turco: Yozgat) é uma cidade e distrito do centro da Turquia, capital da província homónima, Na região da Anatólia Central. O distrito tem 2 024 km² de área e em dezembro de 2021 tinha 108 024 habitantes (densidade: 53,4 hab./km²), dos quais 92 840 na cidade.